# 點紋鳳䲁
點紋鳳䲁（學名：Salarias luctuosus），又稱點紋唇齒䲁，為輻鰭魚綱鳚形目䲁科鳳䲁屬的一種，分布於西北太平洋日本和歌山縣至琉球群島海域，本魚體延長略側扁，頭短鈍，胸部有棕黃色斑點，背鰭前部有紅色斑點，雄魚的前臀鰭條略微延長，背鰭硬棘12枚、背鰭軟條19-20枚、臀鰭硬棘2枚、臀鰭軟條17-18枚，體長可達5公分，棲息在潮間帶礁石區，雌魚產附著性卵，雄魚有護卵行為，幼魚為浮游性，生活習性不明。